# 梳杯兰属
梳杯兰属（学名：Chaubardia），或音译做乔巴兰属，是兰科的一个属，是种开花植物。它包含3个公认的物种，都是南美洲特有的。

## 下属物种
- 红纹梳杯兰 Chaubardia heteroclita (Poepp. & Endl.) Dodson & D.E.Benn. - 厄瓜多尔、秘鲁、玻利维亚
- Chaubardia klugii (C.Schweinf.) Garay - 厄瓜多尔、秘鲁、玻利维亚、巴西、哥伦比亚
- Chaubardia surinamensis Rchb.f. - 厄瓜多尔、秘鲁、玻利维亚、巴西、哥伦比亚、委内瑞拉、圭亚那、苏里南、法属圭亚那